# サヴァイヴ (小説)
『サヴァイヴ』（SURVIVE ）は、近藤史恵による日本の短編小説集。ロードレースを題材とした『サクリファイス』『エデン』に続く作品で、両作の前日譚と後日譚が描かれる外伝。
著者はこれまでに登場したキャラクターの中で最も赤城が好きだと述べており、本作に収録されている6編の内3編は赤城の過去が描かれる。

## 収録作品
| # | タイトル               | 初出                    | 時系列                                                                       |
| - | ---------------------- | ----------------------- | ---------------------------------------------------------------------------- |
| 1 | 老ビプネンの腹の中     | 『yom yom』vol.13       | 白石誓がパート・ピカルディに移籍して約4ヶ月 （『エデン』の直前）             |
| 2 | スピードの果て         | 『yom yom』vol.9        | 『サクリファイス』の約2年後 （『サクリファイス』と『エデン』の中間）         |
| 3 | プロトンの中の孤独     | 『Story Seller』        | 赤城と石尾がチーム・オッジに入って間もなく （『サクリファイス』の約7年前）   |
| 4 | レミング               | 『Story Seller 2』      | 石尾がチーム・オッジのエースになって間もなく （『サクリファイス』の約5年前） |
| 5 | ゴールよりももっと遠く | 『Story Seller 3』      | 誓がチーム・オッジに入って間もなく                                           |
| 6 | トウラーダ             | 『小説新潮』2011年5月号 | 誓がポルトガルのチームに移籍 （『エデン』より後）                            |

## あらすじ
老ビプネンの腹の中
白石誓がフランスのチーム〈パート・ピカルディ〉に移籍して4カ月。パリのホテルで取材を終えた誓は、かつてのチームメイト・マルケスから、〈サントス・カンタン〉時代のチームメイト・フェルナンデスがパリで死んだという知らせを受ける。遺体の確認に行った誓は、警察からフェルナンデスの死因がドラッグだろうと聞かされる。
「北の地獄」との異名を持つ、過酷なコースのワンデーレース「パリ・ルーベ」に出場することになった誓は、フェルナンデスの死によって彼のようにならない保証はないと不安に押しつぶされそうになる。そんな誓を見て、フィンランド人のチームメイト、ミッコ・コルホネンは『カレワラ』という神話をたとえに、レースで勝つことは目的であり、一番大事な目標は生き延びることだと聞かせる。
ミッコの言葉を心に刻み込んだ誓は、一人、また一人と脱落者が出る中、必死にペダルを踏み続け、生き延びるのだという強い思いを胸に完走を目指す。
スピードの果て
ロードバイクで公道を走っていた伊庭和実は、オートバイの男の邪魔だと言わんばかりの視線を感じる。振り切ろうとするが、信号に阻まれ、男はわざと幅寄せするように近付いてきたり、前をフラフラと走ったりする。事故を避けるためにも再び振り切ろうとした伊庭は、脇道から飛び出してきたワゴン車を咄嗟に避け転倒するが、伊庭に気を取られていたオートバイの男はワゴン車に追突し亡くなってしまう。2年前の石尾の死とは全く異なる不快感が伊庭の胸にこびりつく。
ニースでの世界選手権出場を控えた山での練習中、坂を下ろうとした直前であの事故の記憶がフラッシュバックし、伊庭はすくんでしまう。不安を抱えたままレース当日を迎えた伊庭は、世界の強豪選手たちに混じりながら、今ここで勝てば、二度と追い越すことのできない石尾を追い越したことになる気がし、ただひたすらゴールの果てだけを見つめて先頭集団にくらいつく。事故の光景が再びフラッシュバックしそうになり、すぐそこに死があると実感しながらも、スピードを落とすことなくゴールに飛び込み、速く走れば早く終わるのだと気付き、恐怖を克服する。
プロトンの中の孤独
スペインのアマチュアチームに約3年半在籍していた赤城直輝は、結成から3年の〈チーム・オッジ〉にスカウトされ、一も二もなく入ると返事をした。何の成果も出せずに帰国した自分を、逃げてきたように感じていた赤城は、同じく今年オッジに入った新人の石尾豪と共に、チームに馴染めずにいた。協調性のかけらもない態度を見せながらも、レースで実績を残す石尾は、チームのエース・久米から目の敵にされていた。
赤城と石尾は、羊蹄山とニセコのふたつの山がコースにある北海道ステージレースで選手に選ばれる。2日目のチームタイムトライアル中にチームメイトから嫌がらせされた赤城が負傷し、陰湿なチームメイトに嫌気がさし、石尾は競技が嫌になる。実力が伴わないながらも、一度でいいから世界最高峰のレースを走ってみたいと思い続けてきた赤城は、そんな石尾に「俺をツール・ド・フランスに連れてけ」と話し、石尾は赤城に「自分のアシストをしないか」と持ちかける。
赤城は怪我で4日目をリタイアするが、3日目の羊蹄山で赤城のアシストで2位になった石尾がレースを乱したことが、久米の総合優勝に繋がる。嫌っていた団体競技に新たな戦い方を見出した石尾は生き生きとし、別の意味の勝利を噛みしめる。
レミング
その年、初めてチームの単独エースとなった石尾だったが、何事にも無関心な性格は変わらない。アシストのミスに文句を言わないが、献身的なアシストに感謝の意を示すこともなく、チームに微妙な空気が漂い始めていた。そんな石尾に代わり、他の選手の相談役になることが多くなっていた赤城は、オッジに移籍してきた元日本代表の安西から、石尾との関係について相談を持ちかけられる。
そんな中、レースで2度続けて石尾の補給品のサコッシュと雨具に細工がされ、失速・リタイアという結果に終わる。前年まで石尾も出られなかった沖縄ツアーに遺恨がある安西が、自分がエースとして出場するために、自分のファンをけしかけてやらせたことだと判明する。安西の事情を知った石尾は、安西にエースの座を譲り、石尾がアシストに回るという極秘作戦が立てられる。
ゴールよりももっと遠く
ロードレースの選手として13年間走り引退した赤城は、レースに住む魔物への恐怖から、二度とプロの世界には関わらないと決めていたが、いつの間にか〈チーム・オッジ〉に監督補佐として戻っていた。赤城は過去を思い起こす。
35歳になり、引退を考えるようになっていた赤城は、まだ契約が残っている石尾が新参チームのスカウトと会っているところを見たと安西から聞かされ、心がざわつく。
出場を予定していた九字ヶ岳のレースに書類の不備で出られなくなり、休日が降ってわくが、レースのコースを前日に走ろうと石尾に誘われる。現地へ向かう車内で移籍の有無について聞くと、スカウトではなく八百長の申し入れだったという。
石尾は戦う相手が誰もいないコースを、まるで誰にも見えないゴールを目指しているかのように疾走した。走り終えた石尾を助手席に乗せた帰路、赤城が引退をほのめかすと、7年前に赤城が冗談で言った「俺をツール・ド・フランスに連れてけ」という言葉を引き合いに出し、「まだ可能性はゼロじゃない」という石尾の言葉に、赤城の視界はなぜか滲んでいた。
トウラーダ
自転車選手に一番必要なものは、強靭な胃腸だと白石誓は考える。誓自身も胃腸の丈夫さに自信があり、特に今回住むことになったポルトガルのリスボンは食事が素晴らしく、日本人である誓の舌に馴染んだ。
ある日、ホームステイ先のパオロに、ポルトガルの闘牛（トウラーダ）はスペインと違って残酷ではないからと誘われ見に行った誓だったが、結果的に、闘牛は誓にとって十分に残酷だった。盛り上がる周りの空気に逆らえず、最後まで見た誓は翌日、高熱を出し、食事も喉を通らなくなり寝込んでしまう。
パオロの息子でチームメイトのルイスが見舞いに来る。ルイスは3年前にドーピングの疑いをかけられ出場停止処分を受け、処分が解けた今年、誓のチームに入ったばかりだった。ルイスは疑惑を否認しており、チームメイトになった以上、誓も彼を信じることにした。
何とか体調が回復した誓は、同じく移籍したミッコと共にツール・ド・フランスのピレネーステージを試走する。その直後、監督からの電話でルイスがドーピング検査で引っかかったと連絡を受ける。あのような疑惑をかけられたルイスがやるはずはないと、誓は考える。
パオロから、ルイスの部屋で見つけたというスクラップブックを見せられた誓は、ドーピング疑惑を報じる記事に書き連ねられた罵詈雑言を見て、闘牛を見た時のような血の匂いを感じ取り、ルイスは一度目もやっていたのだという、最も合理的な結論に至る。そして、この家に帰ってくるルイスのために、家を変えようと決めるのだった。